# Zosteria novazealandica
Zosteria novazealandica är en tvåvingeart som beskrevs av Daniels 1987. Zosteria novazealandica ingår i släktet Zosteria och familjen rovflugor. Inga underarter finns listade i Catalogue of Life.